# Хатия (остров)
Хатия (англ. Hatia) — второй по величине остров в Бангладеш (после Бхолы), расположен в устье реки Мегхна.

## География
Хатия находится в восточной части устья реки Ганг, к западу от острова Сандвип. На острове, в основном, болотистые земли на которых растут мангровые деревья. Остров окружают отмели, что делает навигацию опасной. Во время сезона муссонов большая часть острова оказывается под водой.

## История
В 1508 году остров был открыт испанским исследователем Альваресом де Доминго, когда он с командой плыл на корабле вдоль побережья Индии. Альварес обнаружил, что остров населен, но не стал захватывать его для Испании. Позже остров стал частью Британской Индии.